# The (International) Noise Conspiracy
The (International) Noise Conspiracy är ett svenskt rockband bildat i Umeå 1998. Bandets musik kombinerar 60-tals-punk, garagerock, soul och jazz med radikala politiska texter. Live har bandmedlemmarna alltid likadana scenkläder för att "visa att alla i bandet spelar lika stor roll."

## Historik
The (International) Noise Conspiracy bildades i slutet av 1998 efter att sångaren Dennis Lyxzéns tidigare band Refused lagt ned. Även de andra medlemmarna har rötter i den svenska hardcore-scenen och band som Separation, Doughnuts och Saidiwas.
1999 gick bandet in i studion och spelade in tolv låtar som gavs ut som fem olika 7" på fyra olika bolag. En majoritet av låtarna kom sedan att utgöra materialet på bandets första fullängdare, 1999 års The First Conspiracy. Albumet fick ett mediokert mottagande. De gav sig sedan ut på sin första turné utanför Sverige, då de bland annat besökte Kina.
Bandets andra album, Survival Sickness, utkom i maj 2000. Albumet fick ett blandat mottagande.
2001 utkom bandets tredje album, A New Morning, Changing Weather. Även denna gång blev reaktionen från kritikerna övervägande positiv även om Pitchfork gav skivan blygsamma 3,5/10.
Inför 2004 års album, Armed Love, hade bandets organist Sara Almgren lämnat bandet. Albumet producerades av Rick Rubin som tidigare bl.a. producerat Metallica, Red Hot Chili Peppers och Jay-Z. På skivan medverkade Jonas Kullhammar på orgel och saxofon, och även Billy Preston, en studiomusiker som tidigare bl.a. spelat på The Beatles skiva Let It Be. Armed Love fick ett blandat mottagande.
2008 utkom skivan The Cross of My Calling. Skivan fick ett blandat mottagande. Året därpå bestämde sig bandet för att ta en paus och har sedan dess inte spelat tillsammans.

## Medlemmar
Nuvarande medlemmar
- Ludwig Dahlberg – trummor
- Inge Johansson – basgitarr, bakgrundssång
- Lars Strömberg – gitarr, bakgrundssång
- Dennis Lyxzén – sång

Tidigare medlemmar
- Sara Almgren – orgel, gitarr (1998–2005)

Bidragande musiker
- Jonas Kullhammar – saxofon, keyboard

Bildgalleri

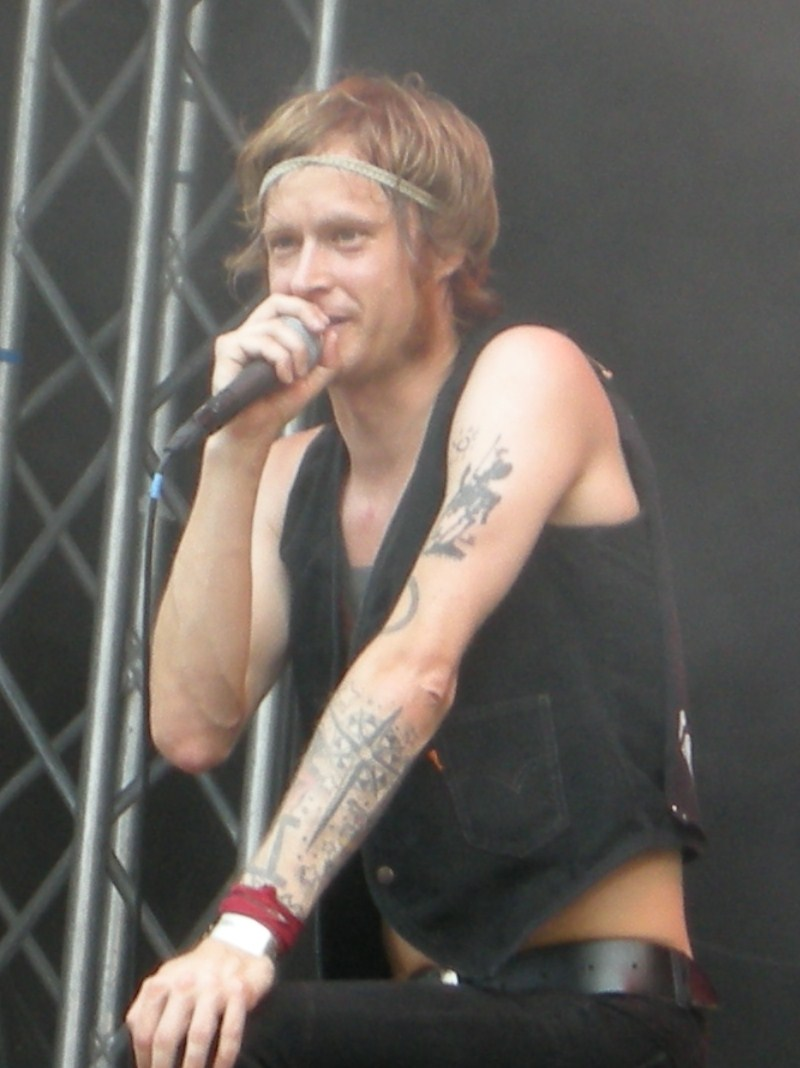
Dennis Lyxzén på Sonisphere 2009
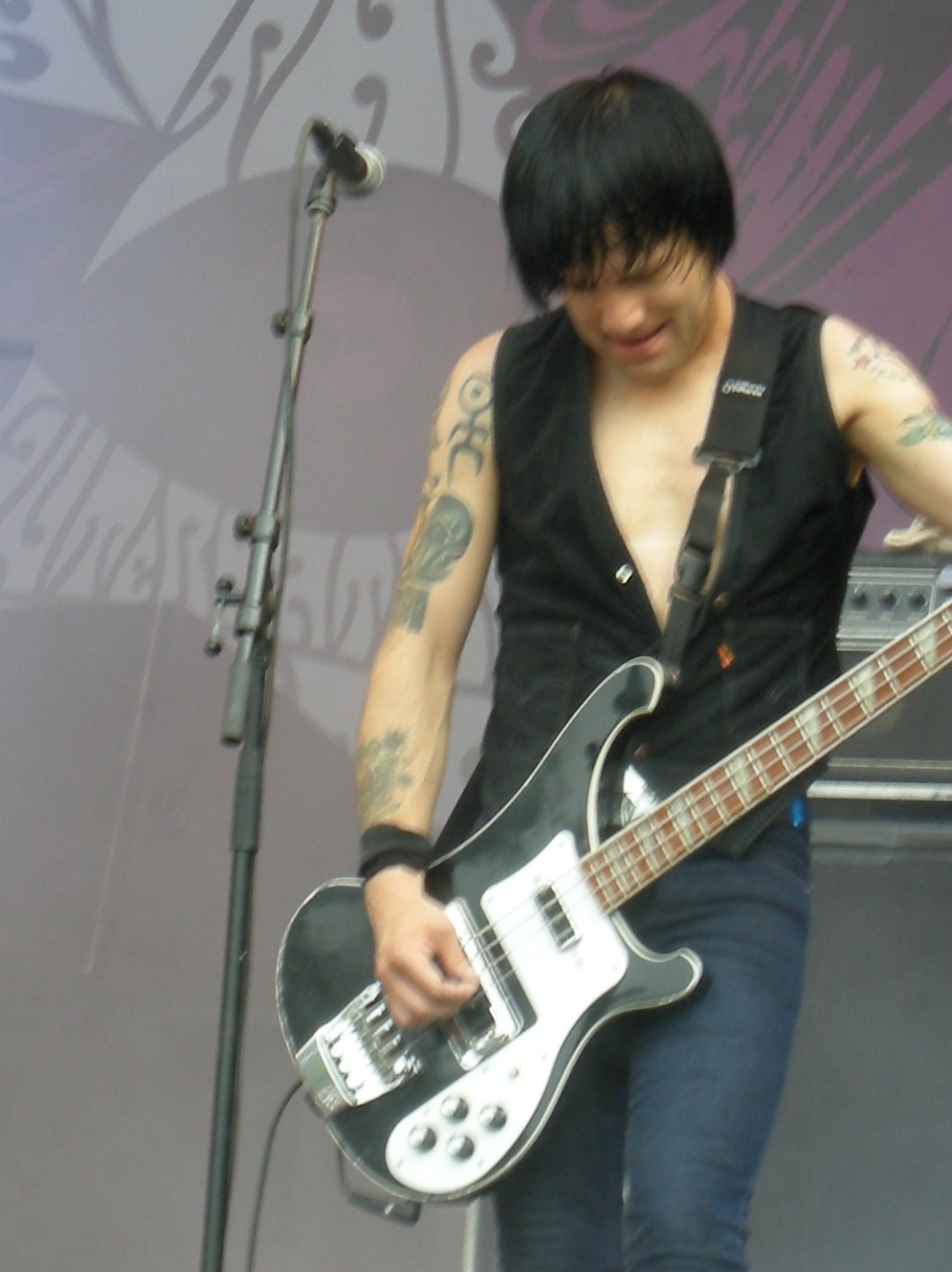
Inge Johansson på Sonisphere 2009
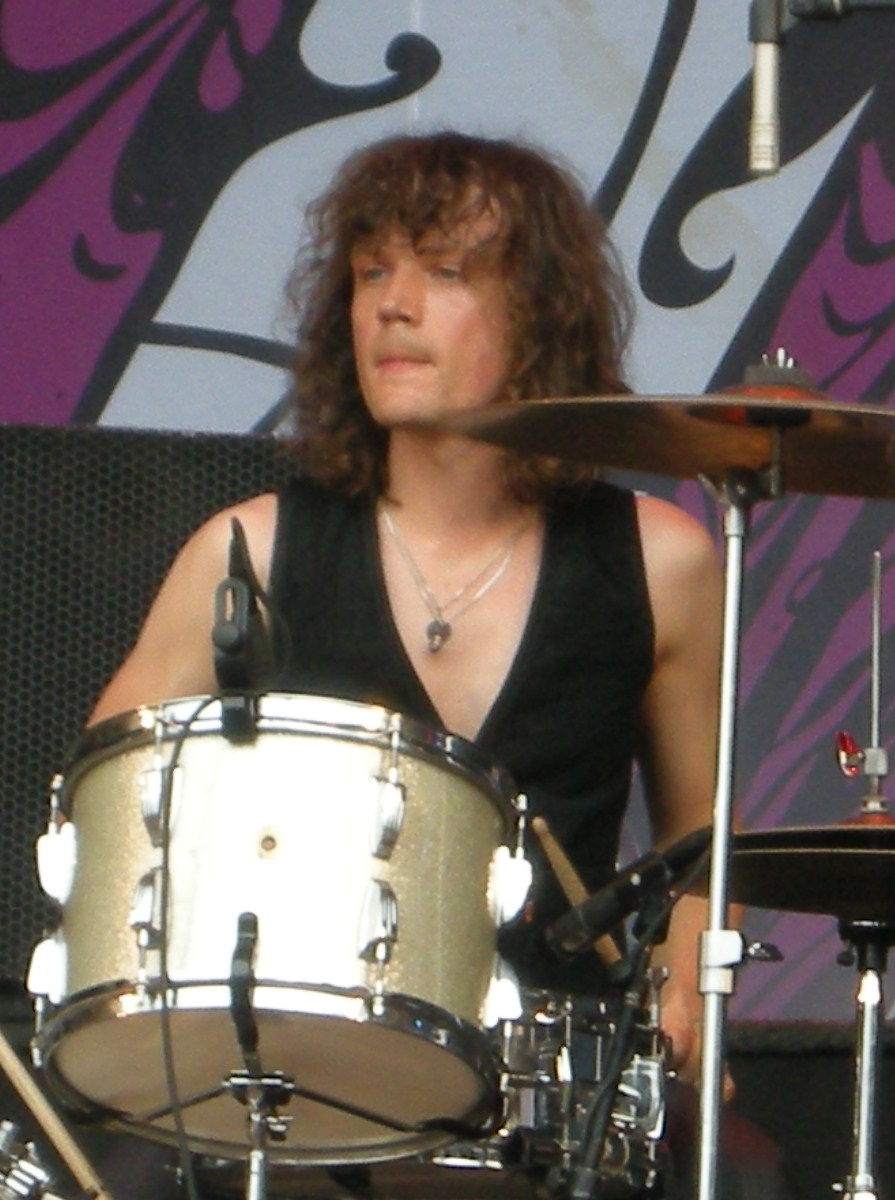
Ludwig Dahlberg på Sonisphere 2009
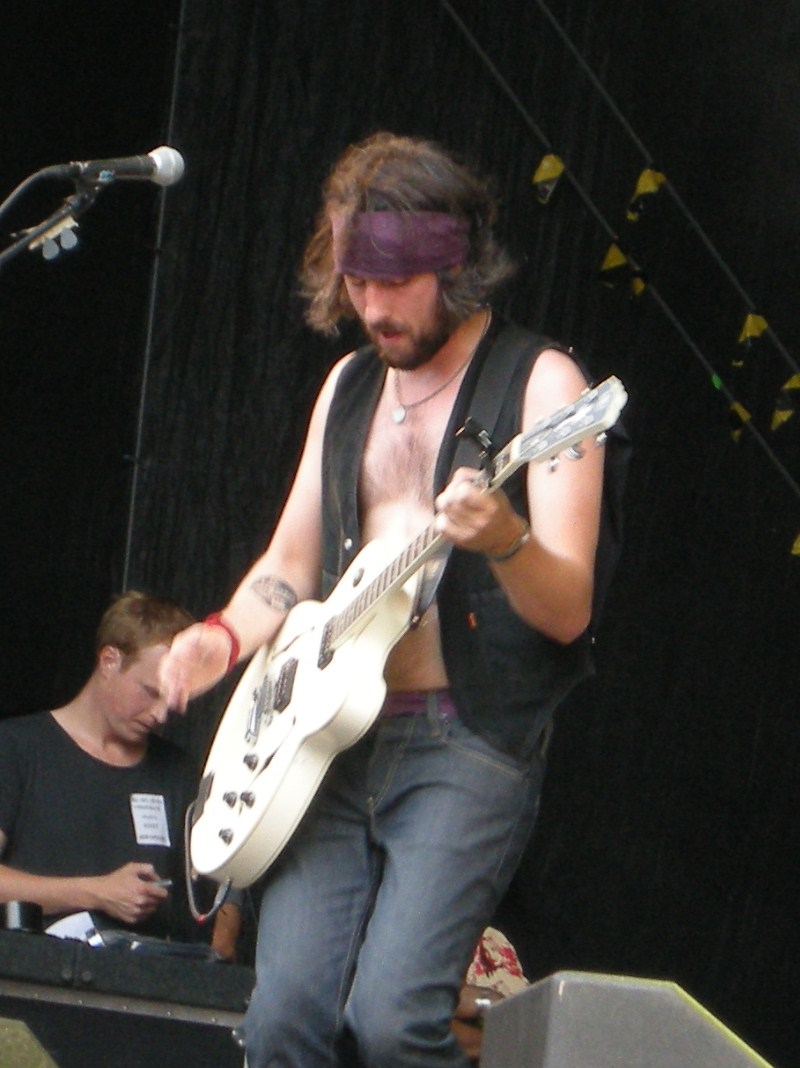
Lars Strömberg på Sonisphere 2009
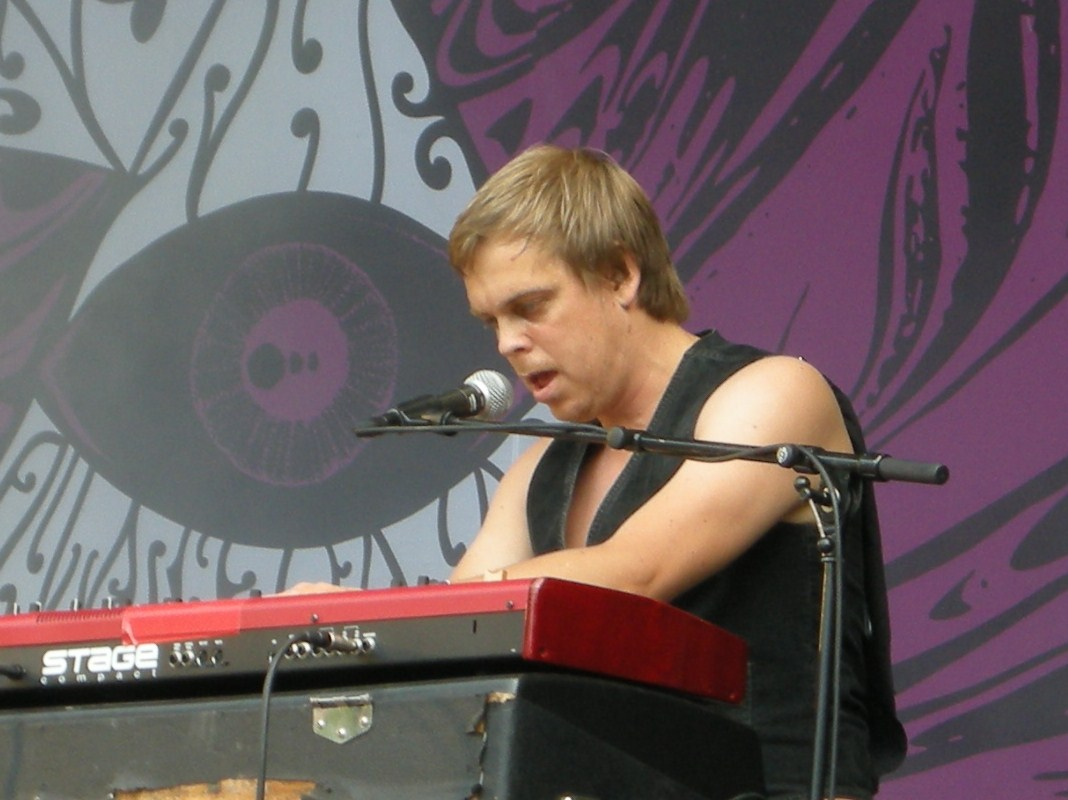
På Sonisphere Sverige 2009

## Diskografi

### Studioalbum
- 2000 – Survival Sickness (Burning Heart Records/Epitaph Records)
- 2001 – A New Morning, Changing Weather (Burning Heart Records/Epitaph Records)
- 2004 – Armed Love (Burning Heart Records/American Recordings)
- 2008 – Cross of My Calling (Burning Heart Records/American Recordings)

### Samlingsalbum
- 1999 – The First Conspiracy (G-7 Welcome Committe)

### Livealbum
- 2001 – Your Choice Live Series (Your Choice Records)
- 2003 – Live at Oslo Jazz Festival (med Jonas Kullhammar & Sven-Eric Dahlberg) (Moserobie)

### EP
- 1999 – Separation/The (International) Noise Conspiracy (Bridge of Compassion Records/Busted Heads Records)
- 2003 – Bigger Cages, Longer Chains (Burning Heart Records)

### Singlar
- 1999 – The Conspiracy (Premonition Records)
- 1999 – Abolish Work (The Black Mask Collective)
- 1999 – T.I.M.E.B.O.M.B. (Carcrash Records)
- 1999 – The Subversive Sound of the Conspiracy (Trans Solar Records)
- 2000 – Smash It Up! (Big Wheel Recreation)
- 2001 – Capitalism Stole My Virginity (Hopeless)
- 2001 – The Reproduction of Death (Sub Pop)
- 2002 – Up for Sale (Sympathy for the Record Industry)
- 2004 – Black Mask (Burning Heart Records)
- 2005 – A Small Demand (Burning Heart Records)

### Medverkan
- 2002 – Framåt! - För Palestinas befrielse